# Erhan Şentürk
Erhan Şentürk (* 4. Mai 1989 in Istanbul) ist ein türkischer Fußballspieler.

## Karriere

### Vereinskarriere
Şentürk wurde mit 11 Jahren in die Jugendmannschaft Galatasaray Istanbuls aufgenommen. Er spielte alle Altersklassen durch und wurde unter dem Trainer Michael Skibbe in der Saison 2008/09 in die erste Mannschaft der Rot-Gelben berufen. Sein Debüt machte Şentürk in der 3. Qualifikationsrunde der UEFA Champions League gegen Steaua Bukarest.
Kurz vor Ende der Sommertransferperiode verlieh Galatasaray ihn an den Zweitligisten Diyarbakırspor.
Zur Saison 2009/10 wurde sein Wechsel zum türkischen Zweitligisten Denizlispor bekanntgegeben. Dieser Wechsel kam später nicht zustande, sodass Şentürk für eine weitere Saison an Diyarbakırspor verliehen wurde. Anschließend verbrachte er jeweils eine Spielzeit bei Kartalspor und anschließend bei Karşıyaka SK.
Nachdem zum Sommer 2012 sein Vertrag mit Galatasaray ausgelaufen war, unterschrieb er beim Zweitligisten Çaykur Rizespor einen Einjahresvertrag. Bereits zur Winterpause verließ er Rizespor und wechselte innerhalb der Liga zu Gaziantep Büyükşehir Belediyespor.
Im Sommer 2014 wechselte er zum Drittligisten Kocaeli Birlikspor. Hier spielte er zwei Spielzeiten lang und zog anschließend innerhalb der Liga zu MKE Ankaragücü weiter. Mit diesem Klub beendete er die Saison als Meister und stieg in die TFF 1. Lig auf. Nach diesem Erfolg verließ Şentürk die Hauptstädter und zog zum Drittligisten Bandırmaspor weiter.

## Erfolge
Mit MKE Ankaragücü
- Meister der TFF 2. Lig und Aufstieg in die TFF 1. Lig: 2016/17